# Dolina Zadnia Salatyńska

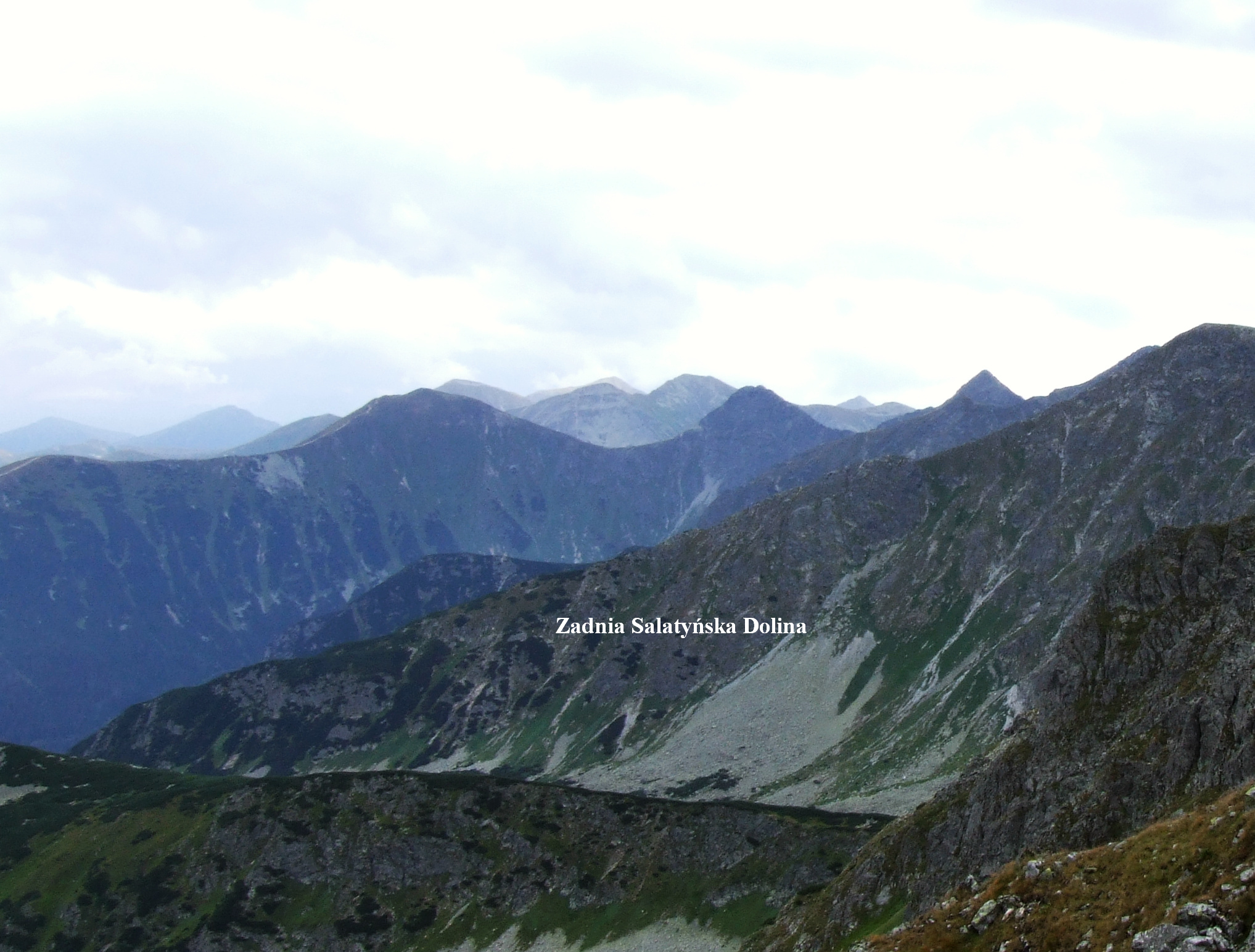
Górna część doliny. U góry Rakoń, Wołowiec, Rohacze. Nad doliną Przednia Spalona. Widok z Salatynów

Dolina Zadnia Salatyńska (słow. Zadná Spálená dolina, Zadná Salatínska dolina, Tmavá dolina) – boczne, orograficznie lewe odgałęzienie Doliny Rohackiej w słowackich Tatrach Zachodnich. Znajduje się pomiędzy północną granią Spalonej Kopy (tzw. Przednia Spalona) a wychodzącym z Małego Salatyna grzbietem Zadni Salatyn. Od południowej strony podchodzi pod główną grań, zwaną na tym odcinku Skrzyniarkami. Górne piętro tej doliny, pod Skrzyniarkami, to rozległy kocioł lodowcowy, obszar zawalony gruzowiskiem kamiennym, w niektórych tylko miejscach porastający kosówką. W dolnej, zalesionej części doliny płyną 3 potoczki uchodzące do Rohackiego Potoku.
Nie jest udostępniona turystycznie. Jest dobrze widoczna z czerwonego szlaku prowadzącego główną granią Tatr Zachodnich (odcinek od Banikowskiej Przełęczy do Brestowej). W literaturze słowackiej była też nazywana Doliną Ciemną (Tmavá dolina).